# Masud Yunus
Mas'ud Yunus (1 de janeiro de 1952 – 27 de agosto de 2020) foi um político indonésio. Ele nasceu em Mojokerto, Java Oriental . Yunus era membro do Partido Democrata da Luta . Entre 2013 e 2018, foi prefeito de Mojokerto.
Yunus morreu no dia 27 de agosto de 2020 num hospital em Mojokerto de COVID-19, aos 68 anos.